# De Electronica's
De Electronica's was een groep van drie accordeonisten uit St. Willebrord die tussen 1967 en 1983 zestien singles uitbrachten. Ze haalden in 1980 de achtste plaats in de Nederlandse Top 40 met De Vogeltjesdans. Het trio bracht verder onder meer De Billekesdans en De Poesjesdans als single uit, maar kwam daarmee nooit in de buurt van het succes van De Vogeltjesdans.

## Biografie
De Electronica's, Bert van Gageldonk, Jules Ketelaars en Marijn Heeren, was oorspronkelijke een gezelligheidsorkestje dat met name optrad in café De Kroon in St. Willebrord. Het trio tekende in 1967 een contract bij Phonogram Records, dat hun eerste single Electronica-polka uitbracht. Begin jaren 70 tekende De Electronica's bij het platenlabel Telstar-label van Johnny Hoes, dat vervolgens regelmatig singles van het trio uitbracht, waaronder De Vogeltjesdans, dat oorspronkelijk de B-kant was van het liedje Radio 2000.
Door het uitblijven van enig (commercieel) succes buiten De Vogeltjesdans, kunnen De Electronica's tot de eendagsvliegen gerekend worden. Het nummer is oorspronkelijk gecomponeerd door de Zwitser Werner Thomas als het instrumentale 'Tchip tchip'. Wereldwijd zijn er 35 miljoen singletjes verkocht van “De Vogeltjesdans”.

## Discografie

### Lp's
- De Electronica's - naamloos (1967, Phonogram)
- De Electronica's - naamloos (1979. Telstar)
- De Electronica's - De Vogeltjesdans (1980, Telstar)

### Singles
- Electronica-polka (1967)
- Ik Laat M'n Eten Er Niet Voor Staan (1974)
- Rosalinde (1976)
- Aan M'n Hoela (1977)
- Waarom Moest Het Noodlot Ons Scheiden (1979)
- De Billekesdans (1980)
- Radio 2000 (1980, B-kant De Vogeltjesdans)
- Ay Ay Maria Christina (1981)
- De Poesjesdans (1981)
- De Stratendans (1981)
- Lieve Kleine Dinky-toy (1981)
- Dans Van De Robot (1982)
- De Vogeltjesdans (1982)
- Kleine Rosita (1982)
- Gruezi Wohl Frau Stirnimaa (1983)
- Wals Voor Jopie (1983)

### NPO Radio 2 Top 2000
| Nummer met noteringen in de NPO Radio 2 Top 2000 | '02  | '03  | '04  |
| ------------------------------------------------ | ---- | ---- | ---- |
| De vogeltjesdans                                 | 1986 | 1842 | 1840 |

1. ↑  Een vetgedrukt getal geeft de hoogste notering aan.
2. ↑  2002 was het eerste jaar met een notering voor dit nummer.
3. ↑  Deze tabel is bijgewerkt tot en met de laatste editie (2024).